# 금성출판사
금성출판사(金星出版社)는 1965년에 설립한 출판사이다. 설립 당시 명칭은 도서출판 금성이었으나, 설립 1년 만인 1966년에 금성출판사로 이름을 바꾸어 지금에 이르고 있다.
금성출판사는 1965년 10월, ‘어린이 첫걸음’이란 책을 발행하며 출판계에 첫발을 내디뎠으며, 2015년에 50주년을 맞이한 장수기업으로 수많은 아동 도서와 소설, 백과 사전을 비롯한 각종 사전, 교과서와 학습 참고서 등 다양한 출판물을 선보이며 대한민국 대표 출판사로 성장했다.